# Catalina Masot
Catalina Masot (España, 30 de abril de 1883-Antofagasta, 30 de abril de 1961) fue una filántropa interesada en el trabajo hacia los problemas sociales que afectan a jóvenes y niños.

## Trayectoria
Emigra a Chile a causa de la crisis de su país, llegando a Antofagasta en 1918. Realizó importantes obras con fines de mejorar las condiciones de los niños y jóvenes. Creó junto con Carlos Roberto González el Reformatorio de Niños el cual fue inaugurado en 1926 y consistió en un pabellón dormitorio, galpón para escuela y taller de carpintería. Con la colaboración del alcalde Horacio Silva Adriazola fundó un hogar infantil que terminó fusionándose con el reformatorio para formar la Escuela Hogar.
Junto con otras mujeres concreta la idea de las Colonias Escolares, lo que representó un proyecto de importancia para la ciudad pues permite dar una auténtica recreación a muchos niños de la zona. Creó la Escuela de Artesanos y el proyecto de tener una universidad el cual se logró cuando en 1957 la Universidad de Chile, instaló su Centro Universitario zona norte.

## Condecoración
El Gobierno le otorga la Condecoración al Mérito Bernardo O`Higgins, en reconocimiento a su actuación privada, silenciosa y gratuita y en virtud de sus servicios de acción social, educacional, cultural y artísticas.